# Gorbačovljeve političke čistke
Gorbačovljeve političke čistke predstavlja razdoblje između 1985. i 1991. godine tijekom kojega Mihail Gorbačov politički likvidira sve druge tadašnje državne dužnosnike.

## Politibiro
Prve čistke ovdje započinju nakon pravno upitne pobjede na glasovanju za šefa Sovjetskog Saveza nakon čega se više neće zaustaviti:
- Grigorij Romanov 1. srpnja 1985. - izbačen iz Politbiroa pošto je na glasovanju bio konkurent Gorbačovu.
- Nikolaj Tihonov 15. listopada 1985. - izbačen iz Politbiroa i s mjesta premijera.
- Viktor Grišin 18. veljače 1986. - izbačen iz Politbiroa jer je bio konkurent Gorbačovu na izborima u Centralnom Komitetu 1985 godine.
- Dinmuhammed Konaev 28. siječnja 1987. - njegovo izbacivanje iz Politbiroa dovodi do prve nacionalne bune Gobračovljevog doba.
- S. Sokolov 26. lipnja 1987. - postavljen i smjenjen od Gorbačova
- Gejdar Aliev 21. listopada 1987. - smjenjen jer je "politički dinosaur" (izvor Pravda)
- Boris Jeljcin 14. veljače 1988. - smjenjen zbog javne kritike Politbiroa
- Andrej Gromiko, Solomentsev, Nikonov, Demičev, Čebrikov 30. rujna 1988. - smjenjeni zbog konzervativnih pogleda.
- Volodimir Ščerbickij 20. rujna 1989. - pomogao Gorbačovu doći na vlast. Smjenjen zbog protivljenja demokraciji.
- Smjena svih članova Politbiroa osim Gorbačova 14. srpnja 1990.
- Ye, Sokolov i Movsisjan 11. prosinca 1990. - bili su postavljeni tek 14. srpnja 1990.
- Givi Gumbaridze i Gennadij Janaev 31. siječnja 1991. - bili su postavljeni tek 14. srpnja 1990.
- Absamat Masalijev 25. travnja 1991. - bio je postavljen 14. srpnja 1990.

Nakon "kolovoškog puča" Politbiro je bio ukinut. Ovaj najviši državni organ Sovjetskog Saveza je u doba stupanja Gorbačova na vlast imao 15 članova s pravom glasa. Tijekom sljedećih 6 godina, Gorbačov će smijeniti 27 članova Politbiroa od kojih je većinu sam postavio.

## Smjenjeni najviši rukovodioci Sovjetskih Socijalističkih Republika
Armenijska S.S.R.
- Karen Demirčjan smjenjen 21. svibnja 1988.
- Suren Arutjunjan smjenjen 6. travnja 1990.
- Vladimir Movsisjan smjenjen 28. studenog 1990.
- Stjepan Pogosjan smjenjen svibnja 1991.

Azerbejdžanska S.S.R.
- Kjamran Bagirov smjenjen 20. svibnja 1990.
- Abdul Vezirov smjenjen 20. siječnja 1990.

Bjeloruska S.S.R.
- Ivan Poljakov smjenjen 29. studenog 1985.
- Giorgij Tarazevič smjenjen 28. srpnja 1989.
- Nikolaj Dementjej smjenjen 25. kolovoza 1991.

Gruzijska S.S.R.
- Pavel Gilašvili smjenjen 29. ožujka 1989.
- Otar Čerkezija smjenjen 17. studenog 1989.
- Givi Gumbaridze smjenjen 14. studenog 1990.

Kazahstanska S.S.R.
- Dinmuhammed Konaev smjenjen 16. prosinca 1986.
- Genadij Kolbin smjenjen 22. lipnja 1989.

Kirgistanska S.S.R.
- Temirbek Košojev smjenjen 8. kolovoza 1987.
- Taštanbek Akmatov smjenjen 10. travnja 1990.
- Absamat Masalijev smjenjen 27. listopada 1990.

Latvijaska S.S.R.
- Peteris Strautmanis smjenjen 22. lipnja 1985.
- Janis Vagris smjenjen 6. listopada 1988.

Litvanska S.S.R. (predsjednici komunističke partije jer su imali kontrolu nad vojskom)
- Ringaudas Songaila smjenjen 20. listopada 1988.
- Algirdas Brazauskas smjenjen 1990.
- Mykolas Burokevičius smjenjen 1991. godine zbog organiziranja napada na televizijski centar.

Moldavijska S.S.R.
- Ivan Kalin smjenjen 24. prosinca 1985.
- Aleksandar Mokanu smjenjen srpnja 1989.

Ruska S.S.R.
- Vladimir Orlov smjenjen 3. listopada 1988.
- Vitalij Vorotnikon smjenjen 29. svibnja 1990.

Tadžikistanska S.S.R.
- Rakhman Nabijev smjenjen prosinca 1985.
- Kahar Mahkamov smjenjen 31. kolovoza 1991. zbog podrške sudionicima smjene Gorbačova.

Turkmenistanska S.S.R.
- Mukhamendnazar Gapurov smjenjen u prosincu 1985.

Ukrajinska S.S.R.
- Volodimir Ščerbickij smjenjen 28. rujna 1989.
- Vladimir Ivaško smjenjen 23. srpnja 1990.

Uzbekistanska S.S.R.
- Inamdzhan Usmankhodzhajev smjenjen 12. siječnja 1988.
- Rafik Nišanov smjenjen 23. lipnja 1989.

Napomena:
Da bi se došlo do činjenice koja funkcija je bila najviša u kojoj republici Sovjetskog Saveza uzelo se u obzir tko je od tadašnjih dužnosnika (predsjednik, premijer ili generalni sekretar partije) svoju titulu pretvorio u predsjedničku ili premijersku nakon proglašenja nezavisnosti. Jedini izuzetak je Litva gdje je u doba raspada Sovjetskog Saveza generalni sekretar partije imao kontrolu nad represivnim aparatom da bi nakon nezavisnosti morao bježati od "voljenog" naroda.